# Justí Guitart i Vilardebó
Justí Guitart i Vilardebó, né le 16 décembre 1875 à Barcelone (Catalogne, Espagne) et mort le 30 janvier 1940 à Barcelone, fut l'évêque d'Urgell. Succédant à Jaume Viladrich i Gaspar, il est coprince d'Andorre de 1920 à 1940. Après sa mort, c'est le vicaire d'Urgell Ricardo Fornesa i Puigdemasa qui assure l'intérim en tant que coprince d'Andorre.